# Emanuele Palamara
Emanuele Palamara (Napoli, 20 agosto 1986) è un regista, sceneggiatore e produttore cinematografico italiano.

## Biografia
Emanuele Palamara si laurea in Arti e scienze dello spettacolo presso la facoltà di Lettere e Filosofia della Università degli Studi di Roma "La Sapienza", le sue prime esperienze in campo cinematografico avvengono nel 2009 come assistente alla regia. Nel 2012 collabora come aiuto regia con Matteo Garrone per il film Reality, successivamente con i registi Sydney Sibilia per Smetto quando voglio (2014) e Stefano Sollima per Gomorra - La serie.
Nel 2011 vince il premio Cortolazio per la miglior sceneggiatura che gli permette di girare il suo primo cortometraggio dal titolo Papà, con protagonista Remo Remotti. Nel 2015 gira il suo secondo cortometraggio dal titolo La smorfia che ottiene ottimi riscontri nei festival nazionali ed internazionali e viene acquistato da TV come Mediaset, HBO Europe e Japan Tv. Nel gennaio 2016, Palamara gira il suo terzo cortometraggio dal titolo Uomo in mare, che vince il Premio speciale Corto d'argento ai Nastri d'argento 2017 e viene acquistato da Studio Universal. Nel 2017, Alessandro Siani affida a Palamara la regia e la sceneggiatura dell'episodio L'isola di cioccolato del film San Valentino Stories da lui ideato e prodotto da Run Film e Rai Cinema. Nel 2021 Palamara gira Chi spara per primo, un cortometraggio western prodotto dalla sua Bro Company con il contributo della Regione Campania e in collaborazione con la Film Commissione Regione Campania. Il film vince il premio speciale miglior commedia ai Corti d'argento. Nello stesso anno vince il Piano Cinema 2021 per lo sviluppo del film Chi spara per primo tratto dal cortometraggio omonimo.

## Filmografia

### Regista e sceneggiatore
- Papà - cortometraggio (2011)
- La smorfia - cortometraggio (2015)
- Un uomo in mare - cortometraggio (2018)
- L'isola di cioccolato, episodio del film San Valentino Stories (2018)
- Chi spara per primo - cortometraggio (2023)

## Riconoscimenti
- Nastro d'argento
  - 2019 - premio speciale corto d'argento per Un uomo in mare
  - 2024 - premio speciale miglior commedia per Chi spara per primo
- Ischia Film Festival
  - 2023 - miglior film per Chi spara per primo
- Napoli Film Festival
  - 2023 - miglior film per Chi spara per primo
- Edera Film Festival
  - 2018 - miglior corto per Un uomo in mare
- Almeria Western Film Festival
  - 2023 - miglior film per Chi spara per primo
- Tangier international film festival
  - 2015 - best cinematography per La smorfia
- Social word film festival
  - 2023 - candidatura short movie per Chi spara per primo